# 256374 Danielpequignot
256374 Danielpequignot este un asteroid din centura principală de asteroizi.

## Descriere
256374 Danielpequignot este un asteroid din centura principală de asteroizi. A fost descoperit pe 22 decembrie 2006 la Barberey-Saint-Sulpice de Bernard Christophe. Asteroidul prezintă o orbită caracterizată de o semiaxă mare de 2,74 ua, o excentricitate de 0,16 și o înclinație de 7,7° în raport cu ecliptica.